# Lísias (Monarquia Lusitana)
Lísias ou Lysias é uma figura lendária, supostamente filho de Baco, fazendo parte da lista de reis mencionados por vários autores portugueses e espanhóis, entre os Séc. XVI e XVIII.
Bernardo de Brito refere que Baco antes de partir na direcção de Itália teria deixado Lísias como rei aceite pelos lusitanos.

## Monarchia Lusytana (de Bernardo Brito)
Bernardo de Brito na Monarchia Lusytana sugere que Baco terá seduzido os lusitanos a aceitarem o seu filho Lísias como rei, segundo Brito porque acreditavam na transmigração das almas, e foram convencidos por Baco de que Luso reencarnara em Lísias. Segundo Brito, o nome alternativo "Lysitania" seria devido a Lísias. 
É mencionado na Monarchia Lusytana no Capítulo 18:

Do que sucedeu em Lusitânia, reinando em Andaluzia um rei chamado Romo, e da vinda de Baco à Espanha, com outras particularidades a este propósito.
.